# Steve Rucchin
Steve Andrew Rucchin (Kanada, Ontario, Thunder Bay, 1971. július 4. –) kanadai válogatott jégkorongozó. Karrierje legnagyobb részét a Mighty Ducks of Anaheim-ben töltötte.
Rucchin a Sir Frederick Banting Secondary School-ban kezdte a pályafutását. Akkori edzője a Nyugat-Ontariói Egyetem gardírozását is ellátta, így az ő meghívásának köszönhetően figyeltek fel rá.
Az 1994-es kiegészítő drafton a 2. helyen foglalta le a játékjogát a Mighty Ducks. Kicsivel később a két NHL-es szupersztár, Teemu Selänne és Paul Kariya társaságában játszott, amolyan kiszolgáló személyzetként. 2000-től 2003-ig kapitányhelyettes, Kariya távozását követően a csapat kapitánya volt egy évig.
2003-ban beírta magát a Ducks történelemkönyvébe, amikor az ő hosszabbításos góljával ejtette ki a csapat a regnáló bajnok Detroit Red Wings-et a rájátszás első körében 4-0-s összesítéssel. 54 év után először fordult elő, hogy az aktuális bajnok az első körben 4-0-s összesítéssel, úgynevezett "söpréssel" távozzon.
Az 1998-as világbajnokságon Steve és testvére Larry történelmet csináltak, amikor egymás ellen léptek pályára. Steve Kanada színeiben, míg Larry Olaszországot képviselve.
2005 augusztusában, 10 éves szolgálatot követően a Ducks elcserélte őt a New York Rangers-szel bizonyos financiális problémák miatt. Ekkor ő volt a 3. legtöbb gólt, gólpasszt, pontot és győztes találatot jegyző Anaheim játékos a Mighty Ducks történetében. Tudván, hogy rendkívül jó csapattárs és vezető, a Rangers-nél töltött időszakban a csapat egyik segédkapitányi posztját is betöltötte Jaromír Jágr-rel és Darius Kasparaitis-sal karöltve.
2006. július 3-án az Atlanta Thrashers még látott benne annyi fantáziát, hogy egyéves szerződést tett le elé. Ez év március 6-án a Colorado ellen elszenvedett sérülésének köszönhetően a szezon további részét és a következő szezont teljes egészében kihagyta. Mint az később kiderült, ez jelentette karrierje végét is.

## Érdekességek
- Egyike azoknak a játékosoknak, akik szerepeltek a Ducks első Stanley-kupa döntőjében, még 2003-ban.
- Minden meccs előtt legalább 1 liter kávéval serkentette magát, és mindig bal lábbal lépett először a jégre.
- A legutóbbi, Selanne tiszteletére rendezett ceremónián a Ducks eredeti mezében lépett pályára, hogy gratulálhasson az ünnepeltnek. A közönség hangos ovációban tört ki, és percekig a nevét skandálták.